# 洪城郡
洪城郡（ホンソンぐん）は、大韓民国忠清南道の西部にある郡。郡内を長項線が通る。忠清南道庁所在地である。

## 地理
- 山：竜鳳山、烏棲山
- 河川：
- 湖沼：

### 隣接している自治体
- 瑞山市、保寧市、礼山郡、青陽郡

## 歴史
- 1895年6月23日（旧暦閏5月1日） - 第2次甲午改革により地方行政区域が二十三府制に改編されることにより、洪州府に昇格されて近くの22郡（洪州郡、結城郡、徳山郡、韓山郡、舒川郡、庇仁郡、藍浦郡、保寧郡、林川郡、鴻山郡、瑞山郡、海美郡、唐津郡、沔川郡、泰安郡、大興郡、青陽郡、礼山郡、新昌郡、温陽郡、牙山郡、定山郡）を管轄した。[2]
- 1896年8月4日 - 十三道制の施行により、洪州郡（忠南37郡のうち公州郡（1等郡）の次の2等郡（水原郡、大邱郡など））に改編。[3]
- 1914年4月1日 - 郡面併合により、洪州郡・結城郡の区域をもって洪城郡が発足。洪城郡に以下の面が発足。[4]（11面）
  - 洪陽面・広川面・洪北面・金馬面・洪東面・長谷面・銀河面・龍川面・西部面・葛山面・亀項面

| 朝鮮総督府令第111号 |                                |            |
| 旧行政区域          | 旧行政区域                     | 新行政区域 |
| 洪州郡              | 州南面、州北面                 | 洪陽面     |
| 洪州郡              | 金洞面、洪安松面、番川面       | 洪東面     |
| 洪州郡              | 洪州面、大甘介面、雉寺面       | 洪北面     |
| 洪州郡              | 烏史面、城枝面、酉谷面、乻方面 | 長谷面     |
| 洪州郡              | 松枝谷面、坪面                 | 金馬面     |
| 洪州郡              | 高南上道面、高南下道面         | 高道面     |
| 洪州郡              | 躬耕面                         | 広川面     |
| 結城郡              | 広川面                         | 広川面     |
| 結城郡              | 上西面、下西面                 | 西部面     |
| 結城郡              | 県内面                         | 龍川面     |
| 結城郡              | 加山面                         | 銀河面     |
| 結城郡              | 斗岩面、花山面                 | 亀項面     |
- 1917年10月1日（11面）[5]
  - 洪陽面が洪州面に改称。
  - 龍川面が結城面に改称。
- 1941年10月1日 - 洪州面が洪城邑に昇格。[6]（1邑10面）
- 1942年10月1日（2邑9面）[7]
  - 広川面が広川邑に昇格。
  - 高道面が葛山面に改称。
- 1978年10月7日 - 洪城地震。
- 1983年2月15日（2邑9面）[8]
  - 瑞山郡高北面大寺里が葛山面に編入。
  - 結城面臥里が葛山面に編入。
  - 結城面中里が西部面に編入。
  - 洪東面の一部（雲龍里・月林里・大坪里）が広川邑に編入。
  - 洪東面亀龍里が洪城邑に編入。
  - 洪北面内法里が洪城邑に編入。
- 1989年1月1日 - 瑞山郡安眠邑竹島里が西部面に編入。（2邑9面）
- 1995年6月27日 - 郡守選、李鐘瑾が当選。
- 1998年6月4日 - 郡守選、李商善が当選。
- 2002年6月13日 - 郡守選、蔡玄秉が当選。
- 2006年
  - 2月12日 - 忠清南道の道庁の移転予定地を洪城郡洪北面・礼山郡挿橋邑に跨る内浦新都市に決定。
  - 5月31日 - 郡守選、李鐘乾が当選。
- 2012年
  - 12月18日 - 洪北面新耕里の忠南道庁新庁舎別館棟1階に洪北面内浦出張所を設置。
  - 12月28日 - 洪北面内浦新都市に忠清南道庁が移転。
- 2017年8月1日 - 洪北面が洪北邑に昇格。（3邑8面）

## 行政

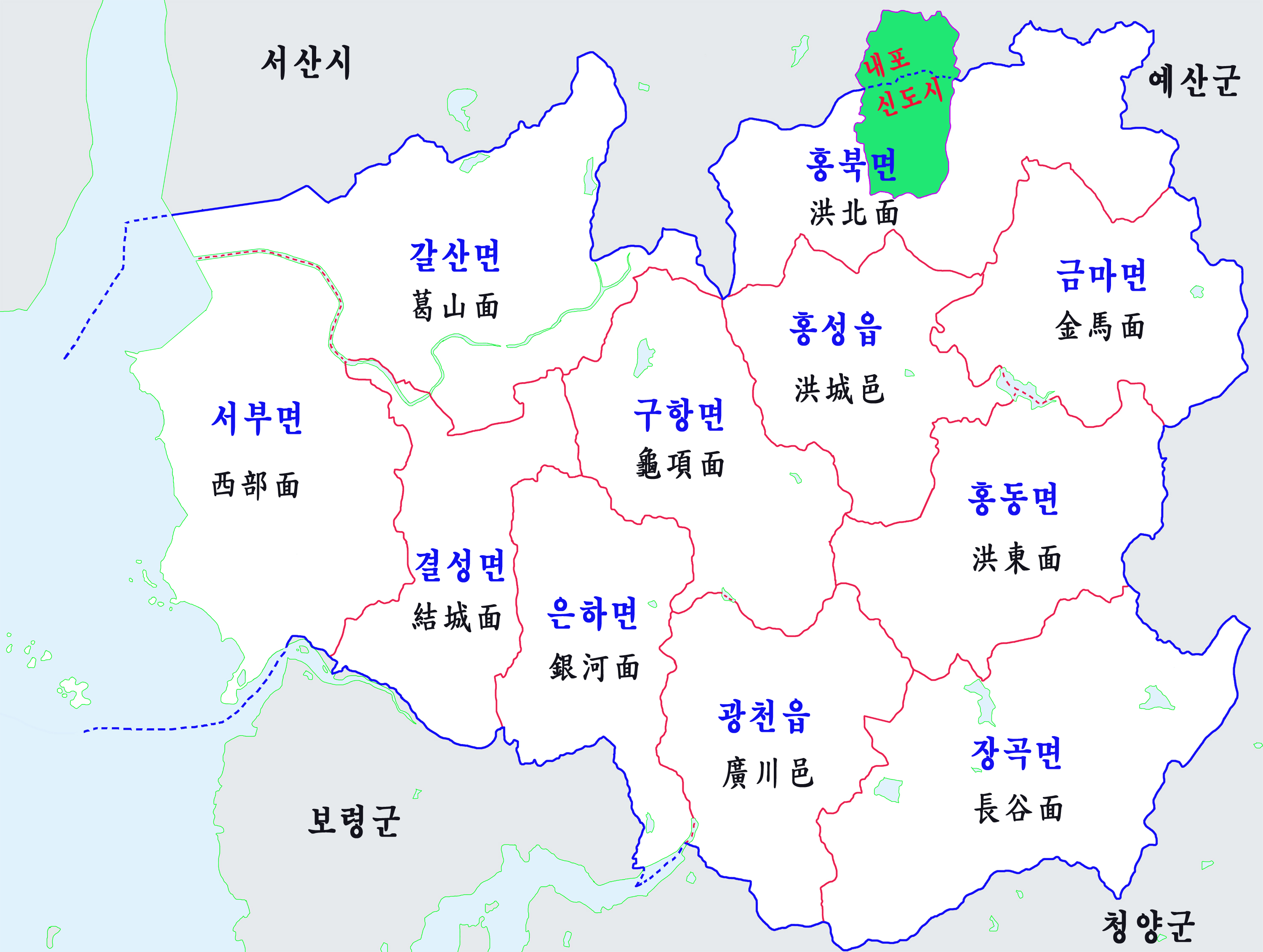
行政区域図

- 郡守：李鐘乾

### 行政区域
| 邑・面 | 法定里 |
| ------ | --- |
| 洪城邑 | 五官里、玉岩里、南長里、大橋里、昭香里、新城里、内法里、古岩里、亀龍里、松月里、月山里、鶴渓里                                 |
| 広川邑 | 佳亭里、広川里、内竹里、淡山里、大坪里、梅峴里、碧渓里、湘井里、所岩里、新津里、甕岩里、雲龍里、月林里                         |
| 洪北邑 | 渇山里、内徳里、魯恩里、大東里、大仁里、鳳新里、山水里、上下里、石宅里、新耕里、新井里、龍山里、中渓里                         |
| 金馬面 | 佳山里、徳井里、鳳棲里、富坪里、松江里、松岩里、新谷里、龍興里、月岩里、仁山里、長城里、竹林里、華陽里                         |
| 洪東面 | 求精里、金堂里、金坪里、大英里、文堂里、秀蘭里、新基里、雲月里、元川里、月県里、八卦里、洪元里、花新里、孝鶴里                 |
| 長谷面 | 佳松里、広城里、大峴里、道山里、山城里、上松里、新東里、新豊里、五聖里、玉渓里、月渓里、竹田里、智井里、天台里、杏亭里、花渓里 |
| 銀河面 | 錦菊里、大栗里、大川里、大板里、徳実里、木峴里、柳松里、長谷里、長尺里、鶴山里、花峰里                                         |
| 結城面 | 橋項里、琴谷里、無量里、城谷里、星南里、星湖里、龍湖里、邑内里、衡山里                                                         |
| 西部面 | 梨湖里、広里、宮里、上黄里、巨次里、於沙里、南塘里、新里、陽谷里、板橋里、中里、竹島里                                         |
| 葛山面 | 嘉谷里、葛五里、基山里、内葛里、大寺里、東山里、東星里、富基里、上村里、新安里、双川里、鰲頭里、臥里、雲谷里、吹笙里、杏山里   |
| 亀項面 | 公里、南山里、内峴里、大井里、麻温里、新谷里、五鳳里、長楊里、支井里、青光里、胎封里、篁谷里                                   |

### 警察
- 洪城警察署

### 消防
- 洪城消防署

## 地域

### 教育
大学校
- 青雲大学校

専門大学
- 彗田大学

## 交通

### 鉄道路線
- 長項線
  - 華陽駅 - 洪城駅 - 新城駅 - 広川駅
- 西海線
  - 洪城駅

### 道路
- 西海岸高速道路
  - 洪城インターチェンジ -洪城サービスエリア - 広川インターチェンジ

### 船舶
- 南塘港

## 名所・旧跡・観光スポット・祭事・催事
- 洪城温泉
- 暘谷寺

## 出身有名人
- 成三問 李氏朝鮮文人
- 韓龍雲（詩人、僧侶、独立運動家）
- 金佐鎮 独立運動家
- チャ・ジュンホ (X1)アイドル

## その他
2014年の映画『僕らの青春白書』の舞台となっている。